# دیدیموتیچو
دیدیموتیچو (به لاتین: Didymoteicho) یک شهرک در یونان است که در Didimoteiho Municipality واقع شده‌است.